# 神口河陳氏墓
神口河陳氏墓位於四川省巴中市通江縣，文物遺址年代判定為清。2012年7月16日公佈為第八批四川省文物保護單位。

## 簡介[2]
神口河陳氏墓位於四川省巴中市通江縣雲縣鄉神口河村二組，建於清光緒二十一年（1895），為陳俊吉夫婦及其母親合葬墓，墓向東南，占地面寬8.79公尺，進深22.96公尺，面積201.78平方公尺，由墓塚及墓碑、陪碑、牌坊、惜字塔、桅杆組成。該墓規模較大，組合完整，雕刻工藝精湛，對研究清代民間墓葬文化及雕刻藝術有著重要價值。1994年，神口河陳氏墓被通江縣人民政府公佈為縣級文物保護單位。